# Afrothismia foertheriana
Afrothismia foertheriana là một loài thực vật có hoa trong họ Burmanniaceae. Loài này được T.Franke, Sainge & Agerer mô tả khoa học đầu tiên năm 2004.